# Petit Casino (salle de théâtre parisienne jusqu'en 1947)
Pour les articles homonymes, voir Petit Casino.
Le Petit Casino est une salle de théâtre parisienne en activité entre 1893 et 1947 située au 12, Boulevard Montmartre puis transformée en cinéma, où se produisaient des artistes de revues, notamment ceux du réseau d'artistes Toulonnais soutenus par Mayol ( Raimu, Tramel, Dranem, etc.).
L'accès au théâtre se faisant par un passage au 10-12 boulevard Montmartre dans lequel on trouve également le Théâtre Grévin, les deux salles partageront non sans confusion la même adresse de 1907 à 1927.
Cette salle faisait partie des salles du réseau du producteur Oscar Dufrenne avec les Folies-Bergère, le Casino de Paris, le café des Ambassadeurs, l'Alcazar d'Eté, l'Alhambra ou encore le Concert-Parisien.
Elle devient le cinéma L'Astor en 1947, puis la salle Rossini de la mairie du 9e arrondissement.